# Bulle (Zwitserland)
Bulle is een gemeente en plaats in het Zwitserse kanton Fribourg met ca. 23.000 inwoners (2017) op 771 meter hoogte, en is de hoofdstad van het district Gruyère.
Het stadje Bulle heeft een historisch, tamelijk schilderachtig centrum met talloze oude huizen. Het kasteel Bulle uit de 13de eeuw beschikt nog over een Donjon van 33 m hoog en een robuuste ommuring. Bezienswaardig is voorts de kerk Notre-Dame-de-Compassion (1688) met een barok hoogaltaar.

## Geschiedenis
In de negende eeuw werd Bulle voor het eerst vermeld als Butulum. In de Middeleeuwen was Bulle het centrum van een grote parochie. Omdat deze parochie onderdeel was van het Bisdom Lausanne bestonden er in de Middeleeuwen veel conflicten tussen de bisschop van Lausanne en de plaatselijke graven van Gruyères. In de zestiende eeuw werd Bulle onderdeel van het kanton Fribourg. Op 2 april 1805 brandde de stad volledig af. Bij de herbouw van de stad werd een rij huizen weggelaten om een groot marktplein te creëren. In de negentiende eeuw werd Bulle via spoorlijnen verbonden met Fribourg en Romont.

## Geboren in Bulle
- Erhard Loretan (1959-2011), bergbeklimmer en berggids
- Géraldine Savary (1968), politica
- Léon Savary (1895–1968), schrijver en journalist
- Jason Dupasquier (2001-2021), motorcoureur